# Oncidium obryzatoides
Oncidium obryzatoides är en orkidéart som beskrevs av Friedrich Fritz Wilhelm Ludwig Kraenzlin. Oncidium obryzatoides ingår i släktet Oncidium och familjen orkidéer. Inga underarter finns listade i Catalogue of Life.